# Congress Hall
El Congress Hall, está situado en Filadelfia (Pensilvania) en la intersección de las calles Chestnut y Sexta, sirvió como sede del Congreso de los Estados Unidos desde el 6 de diciembre de 1790 hasta el 14 de mayo de 1800. Durante el tiempo del Congress Hall como capital de los Estados Unidos, el país admitió tres nuevos estados, Vermont, Kentucky y Tennessee; ratificó la Carta de Derechos de los Estados Unidos de la Constitución de los Estados Unidos; y supervisó las inauguraciones presidenciales tanto de George Washington como de John Adams.
El Congress Hall fue restaurado en el siglo XX a su aspecto original del 1796. El edificio es ahora administrado por el Servicio de Parques Nacionales dentro del parque nacional Histórico de la Independencia y está abierto para visitas públicas. El Congress Hall está unido al Independence Hall, que está adyacente al este.

## Antecedentes

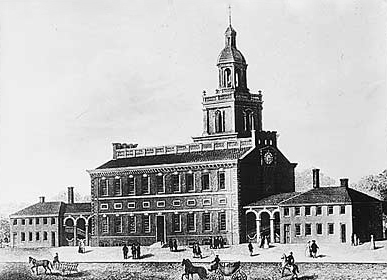
Edificio del Independence Hall alrededor de 1770.

Filadelfia sirvió como capital de los Estados Unidos durante e inmediatamente después de la Guerra de Independencia de los Estados Unidos. El Independence Hall, situado al lado, sirvió como lugar de reunión del Congreso Continental hasta el Motín de Pennsilvania de 1783. El fracaso del gobierno de Pensilvania en proteger al Congreso de una turba de amotinados furiosos hizo que los representantes se retiraran a Princeton (Nueva Jersey). La capital nacional se trasladó entonces a Annapolis (Maryland) en noviembre de 1783, luego a Trenton (Nueva Jersey) en noviembre de 1784 antes de trasladarse finalmente a la ciudad de Nueva York en enero de 1785. Los delegados estatales no regresaron al Independence Hall de Filadelfia hasta la 
 Convención Constitucional de los Estados Unidos en 1787; sin embargo, la ciudad de Nueva York siguió siendo la capital oficial incluso durante la convención. Diseñado por el arquitecto Samuel Lewis, el Congress Hall fue construido originalmente para servir como el Palacio de Justicia del Condado de Filadelfia; la construcción comenzó en 1787 y se completó dos años después.

## Capitolio temporal
El Artículo I, Octava Sección, de la Constitución de los Estados Unidos concedió al Congreso la autoridad para crear un distrito federal que sirviera como capital nacional. Tras la ratificación de la Constitución, el Congreso, reunido en Nueva York, aprobó la Ley de Residencia el 9 de julio de 1790. La Ley estableció el Distrito de Columbia a orillas del río Potomac entre los estados de Maryland y Virginia para que sirviera como la nueva capital federal. Sin embargo, Robert Morris, un senador de Pensilvania, convenció al Congreso de que regresara a Filadelfia mientras se construía la nueva capital permanente. Como resultado, el Acta de Residencia también declaró a Filadelfia como capital temporal por un período de diez años.
En un intento por convencer al Congreso de mantener la capital en Filadelfia, la ciudad comenzó a construir un nuevo y enorme palacio presidencial en la calle Novena, así como una ampliación del palacio de justicia del condado en lo que se convertiría en el Congress Hall. Al regresar el Congreso a Filadelfia el 6 de diciembre de 1790, el primer nivel del Congress Hall se había transformado en la Cámara de Representantes de los Estados Unidos y el segundo piso se había convertido en la cámara del Senado. A pesar de sus esfuerzos por construir nuevos edificios para uso del gobierno federal, los residentes de la ciudad no lograron convencer al Congreso de que modificara la Ley de Residencia y convirtiera a Filadelfia en la capital permanente. El Congress Hall sirvió como edificio del capitolio hasta el 14 de mayo de 1800, cuando las oficinas del gobierno nacional se trasladaron a Washington D. C.

## Interior

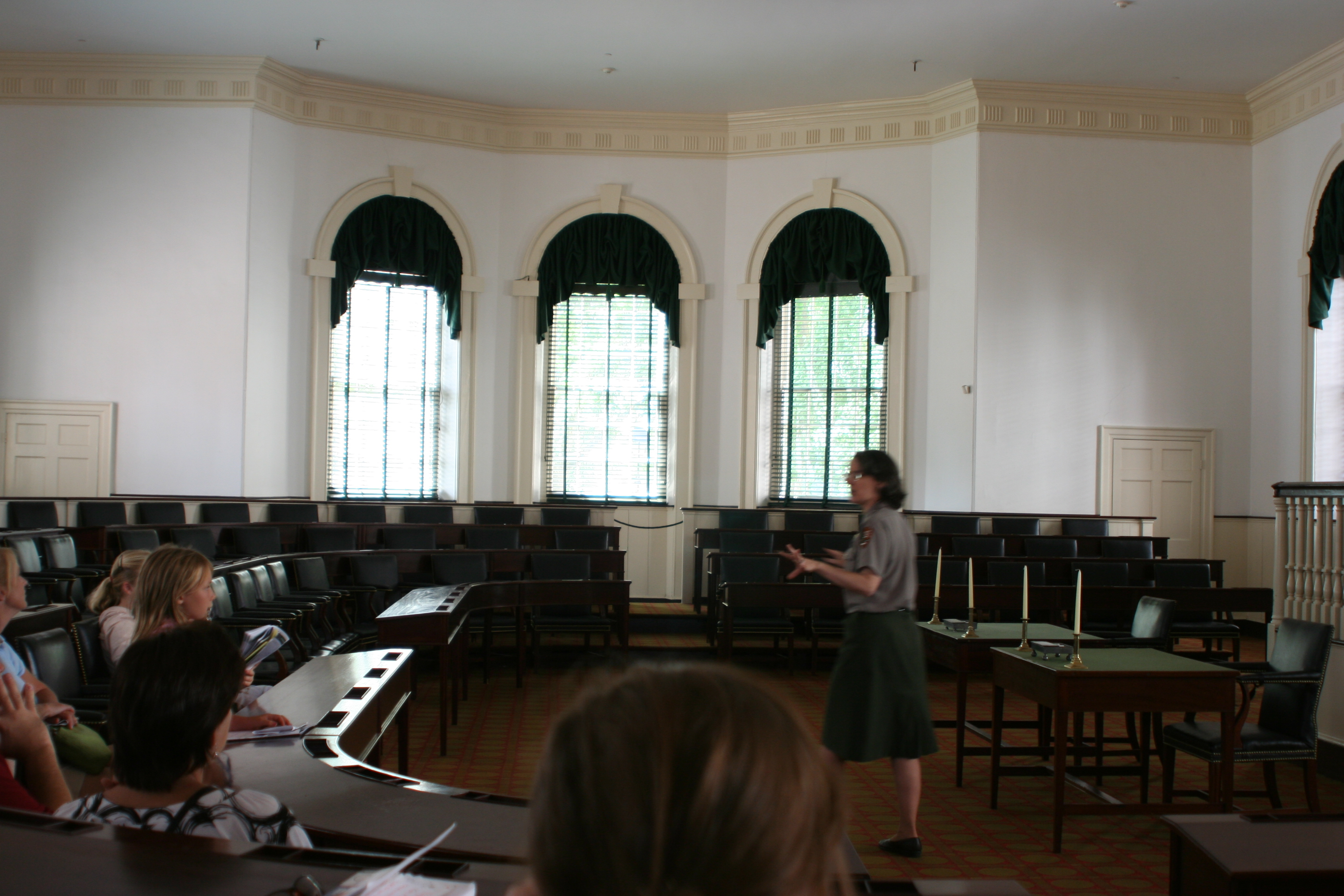
Cámara de la casa en el primer piso del Congress Hall.

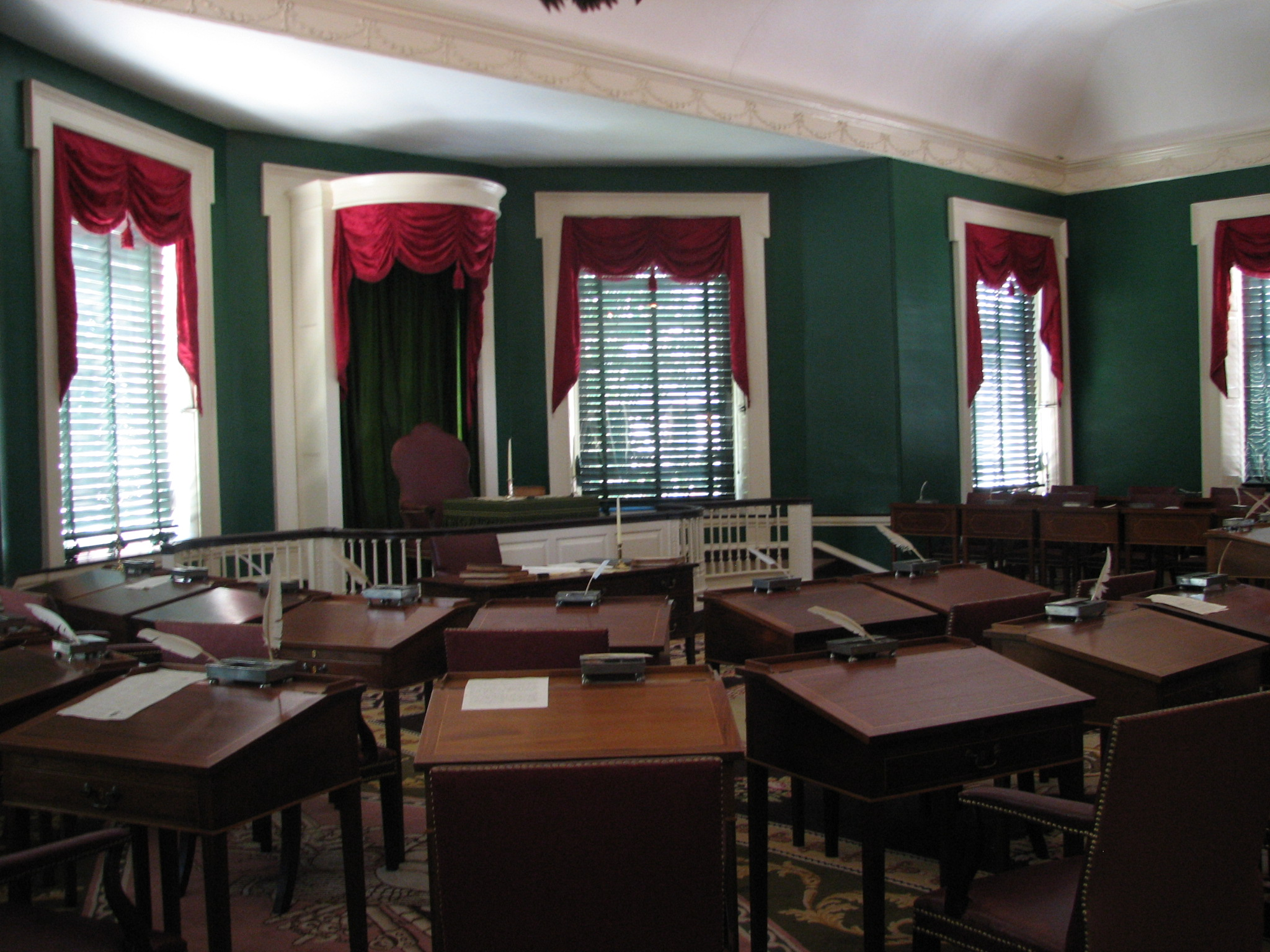
Cámara del Senado en el segundo piso del Congress Hall.

La cámara de la casa en el primer piso es bastante simple y tiene escritorios de caoba y sillas de cuero. La sala albergó finalmente a 106 representantes de 16 estados: los 13 estados originales así como los representantes de los nuevos estados de Vermont en 1791, Kentucky en 1792 y Tennessee en 1796. La sala ha sido restaurada a su aspecto original del año 1796.
El segundo piso, reservado como la cámara del Senado, estaba más decorado con pesadas cortinas rojas. Para 1796, la sala contaba con 32 escritorios de secretario muy similares a los que todavía se utilizan en la actual cámara del Senado en el Capitolio de los Estados Unidos; 28 de los escritorios del Congress Hall son originales. Los retratos de Luis XVI y María Antonieta, presentados como regalos del monarca francés tras la Revolución Americana, cuelgan en las salas de comités adyacentes. Un fresco de un águila calva americana está pintado en el techo, sosteniendo la tradicional rama de olivo para simbolizar la paz. También en el techo, un medallón de yeso en forma de un estallido solar presenta 13 estrellas para representar las colonias originales. El diseño refleja un patrón similar en el suelo, donde una alfombra hecha por William Sprague, un tejedor local, representa los escudos de cada uno de los 13 estados originales. La alfombra que se ve hoy en día es una reproducción del original.

## Legado

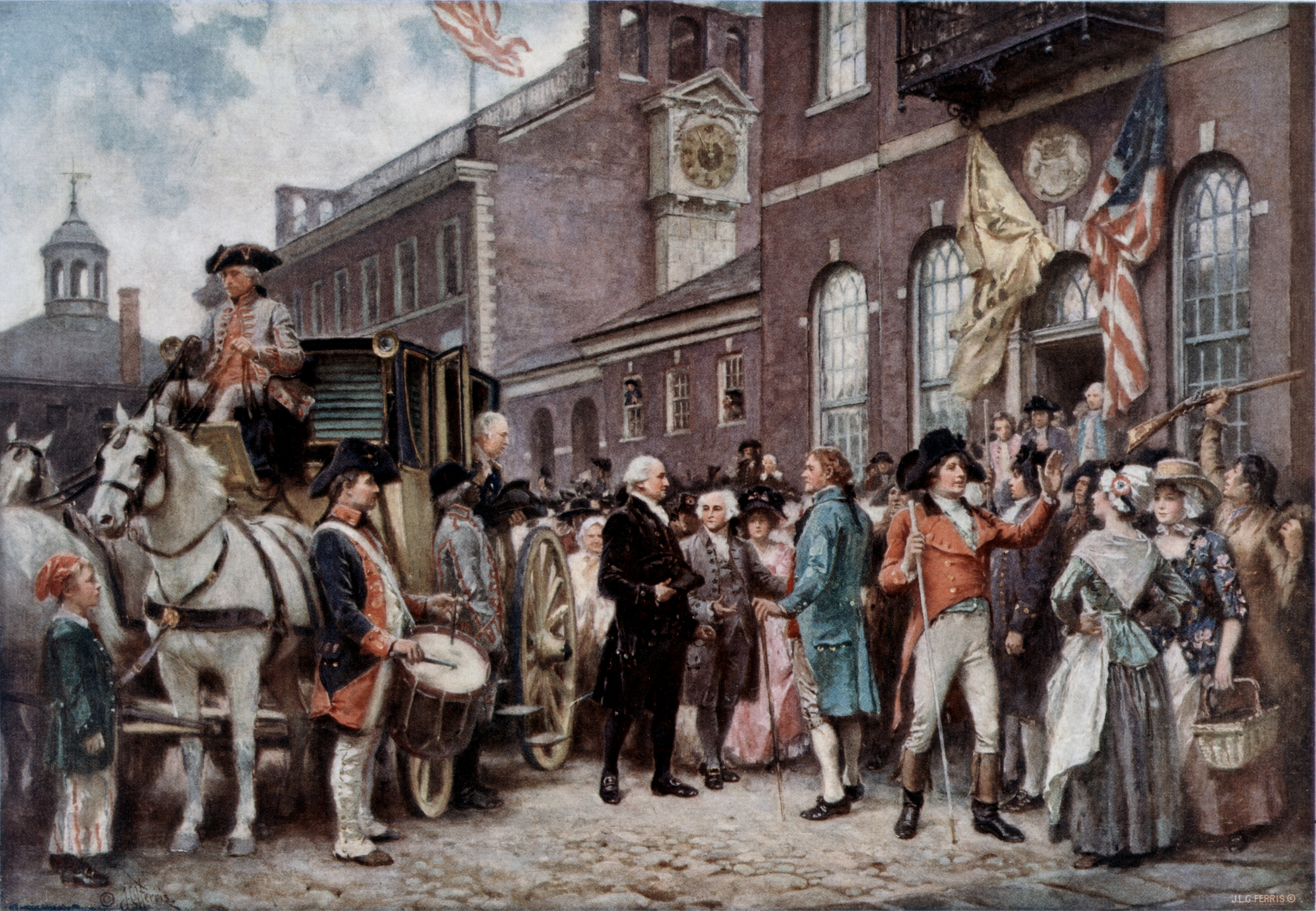
George Washington llegando al Congress Hall en Filadelfia, 4 de marzo de 1793. Tarjeta postal publicada por The Foundation Press, Inc., 1932. Reproducción de pintura al óleo de la serie: The Pageant of a Nation.

Durante los casi diez años que sirvió como capital, el Congress Hall fue testigo de muchos acontecimientos históricos, incluyendo la admisión de tres nuevos estados. La Carta de Derechos de los Estados Unidos fue ratificada en el Congress Hall en 1791. La segunda inauguración de George Washington tuvo lugar en la Cámara de Representantes en 1793, al igual que la inauguración de John Adams en 1797. El Congreso también aprovechó el tiempo para establecer el Primer Banco de los Estados Unidos, la Casa de Moneda de los Estados Unidos y el Departamento de la Armada de Estados Unidos. El Tratado de Jay, que aseguró una paz temporal con Gran Bretaña, también fue ratificado en el Congress Hall en 1796.
Después de que la capital se trasladó a Washington, el Congress Hall volvió a su función original como el Palacio de Justicia del Condado de Filadelfia y sirvió como sede de los tribunales estatales y federales a principios del siglo XIX. También diseñado por Samuel Lewis, el Palacio de Justicia del Condado de Burlington en el municipio de Mount Holly, Nueva Jersey fue construido en 1796 según el modelo del Congress Hall.

## Restauración y estado actual
Después de su uso como palacio de justicia a principios del siglo XIX, el Congress Hall, al igual que otros edificios de la zona, se había deteriorado. En 1870, la Pennsylvania General Assembly ordenó la demolición de todos los edificios que rodeaban al Independence Hall. Sin embargo, la ley nunca se aplicó y fue oficialmente derogada en 1895. Bajo el liderazgo de una organización cívica conocida como The Colonial Dames of America, el arquitecto George Champlin Mason, Jr. comenzó a restaurar el Congress Hall en 1895-1896, aunque este trabajo se limitó principalmente a la cámara del Senado. En 1900, el capítulo de Filadelfia del American Institute of Architects (AIA) comenzó un estudio del Congress Hall e inició una campaña de financiación para la restauración completa del edificio. Una vez que se obtuvieron los fondos, la ciudad de Filadelfia aprobó el proyecto de restauración en 1912 bajo la supervisión del AIA. Los trabajos se completaron al año siguiente cuando el presidente Woodrow Wilson volvió a inaugurar el edificio. En 1934 se terminaron los trabajos adicionales para renovar la sala de la Cámara de Representantes. En 1942, más de 50 grupos cívicos y patrióticos se reunieron en la American Philosophical Society y se unieron para crear la Asociación del Salón de la Independencia. La asociación presionó para la creación del Parque Histórico Nacional de la Independencia, que fue aprobado inicialmente por el Congreso en 1948 y establecido formalmente el 4 de julio de 1956.
El Congress Hall está ahora mantenido por el Servicio de Parques Nacionales, que realiza visitas guiadas al edificio durante todo el año por orden de llegada.
El 2 de diciembre de 2008, el edificio albergó la reunión del presidente electo Barack Obama con la Asociación Nacional de Gobernadores donde se discutió la crisis económica  que enfrentaba el país en ese momento.